# Борис Александров (судно)
«Борис Александров» — українське науково-дослідне судно, збудоване у Бельгії у 1984 році. Колишня назва «Belgica». Названа на честь колишнього директора Інституту морської біології НАН України Бориса Александрова.

## Опис
Судно має довжину 51,12 метра (167 футів 9 дюймів), ширину 10,00 метрів (32 фути 10 дюймів) і осадку 4,60 метра (15 футів 1 дюйм). Має водотоннажність 1200 тонн. Корабель приводиться в рух дизельним двигуном ABC 6M DZC1000-150 потужністю 1570 кінських сил (1170 кВт), який приводить в рух пропелер із форсункою Kort.
Дальність 20 000 морських миль (37 000 км;) зі швидкістю 12 вузлів (22 км/год; 14 миль/год). Її максимальна швидкість становить 13,5 вузлів (25,0 км/год; 15,5 миль/год). Оснащеный гідролокаторами Kongsberg EM 1002 і EM 3002 і акустичним доплерівським профілером струму. На борту є п'ять лабораторій. Живлення забезпечується двома дизельними генераторами по 275 кіловат (369 к. с.) кожен.

## Історія
Корабель «Belgica» був спущений на воду 6 січня 1984 року і введений в експлуатацію 5 липня 1984 року як науково-дослідне судно. Його основна спеціалізація — екологічні питання та питання пов'язані рибними ресурсами. Для цього на судні є приміщення з 5 лабораторіями для хімічного та біологічного аналізу.
Бельгія передала судно Україні відповідно до Меморандуму про взаєморозуміння, укладеному між Бельгійським Федеральним офісом науки і політики, Королівським Бельгійським інститутом природничих наук та Міністерством захисту довкілля та природних ресурсів України у липні 2021 року.
Передачу науково-дослідницького судна, а також нинішню місію цього судна організовано і профінансовано Європейським Союзом в межах проєкту «Європейський Союз задля удосконалення екологічного моніторингу Чорного моря» (EU4EMBLAS), що впроваджується ПРООН. Завдяки передачі судна проєкт підтримав амбіційну наукову програму «Моніторинг трьох європейських морів» Північного, Середземного та Чорного.
1 жовтня 2021 року науково-дослідне судно «Belgica» здійснило мандрівку в 8,600 км з Зеебрюгге до Одеси.
В Одесу судно зайшло 21 жовтня 2021 року.
29 жовтня 2021 судно отримало нову назву «Борис Александров», на честь покійного директору Інституту морської біології Національної академії наук України, член-кореспондент НАН. Він загинув у пожежі, яка майже повністю знищила будівлю інституту на початку грудня 2019 року.
Судно використовується для моніторингу Чорного моря, зокрема, дослідження морського дна і збору екологічних даних.